# Bazo

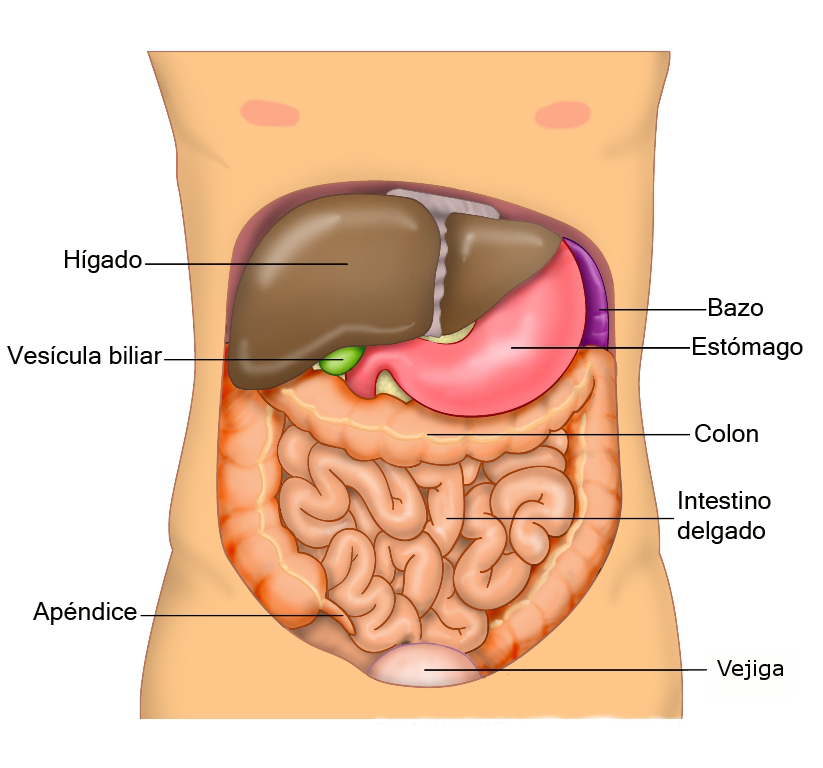
El bazo se aloja en la parte superior izquierda del abdomen, detrás del estómago y debajo del diafragma.

El bazo es un órgano presente en casi todos los vertebrados. Forma parte del sistema linfático y es el centro de actividad del sistema inmune, facilita la destrucción de glóbulos rojos y plaquetas viejos o caducos y durante el periodo fetal participa en la producción de hematíes nuevos (hematopoyesis).

El bazo humano es aplanado y tiene forma ovalada, se encuentra situado en el cuadrante superior izquierdo del abdomen, próximo al páncreas, el diafragma y el riñón izquierdo.
Es un órgano muy vascularizado y su lesión puede provocar sangrado interno importante.

## Anatomía en el humano
En el ser humano, el bazo es el mayor de los órganos linfáticos, está recubierto por el peritoneo, se sitúa en la región superior izquierda del abdomen, detrás del estómago y debajo del diafragma, unido a él por ligamento frenoesplénico. El bazo está sujeto por bandas fibrosas unidas al peritoneo (la membrana que reviste la cavidad abdominal). Se relaciona posteriormente con las 9°, 10° y la 11° costillas izquierdas. Reposa sobre la flexura cólica izquierda o ángulo esplénico del colon, unido a este por el ligamento esplenomesocólico, y hace contacto con el estómago por el epiplón gastroesplénico así como con el riñón izquierdo.
Su tamaño es variable, por término medio mide 13 cm de largo, 8.5 cm de ancho y 3.5 cm de grueso, pesa entre 100-250 g. Aunque desempeña funciones muy importantes, no es un órgano vital, puede ser extirpado mediante cirugía sin que la vida quede comprometida.

## Vascularización
La sangre que irriga el bazo entra por la arteria esplénica, rama del tronco celíaco, penetrando en el órgano a través de una zona denominada hilio. Inmediatamente se ramifica en 2 ramas, una superior y otra inferior.

Estas ramas arteriales se dividen sucesivamente en otras más pequeñas, hasta formar las arteriolas centrales que forman la pulpa blanca. Estas arteriolas se ramifican posteriormente para formar capilares perifoliculares. Estos capilares drenan en los senos o sinusoides venosos de la pulpa roja.
Finalmente los senos venosos de diversos folículos se agrupan hasta formar la vena esplénica que abandona el órgano también en la región del hilio.

## Estructura

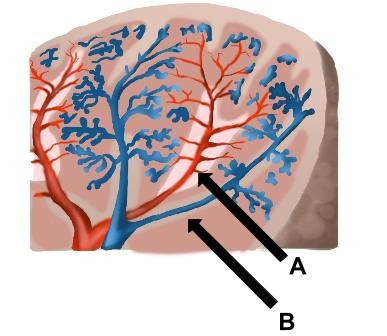
Pulpa blanca (flecha A), contiene una arteriola central y nódulos linfoides con células B foliculares en su interior. Pulpa roja indicada con la flecha B contiene los sinusoides. Corte tangencial a los vasos sanguíneos de un sector del Bazo.

El bazo puede considerarse de forma simplificada como un árbol de ramificaciones de vasos arteriales y luego arteriolas que finalizan en sinusoides venosos, donde se realiza la filtración de la sangre, la eliminación de microorganismos y la destrucción de hematíes y plaquetas viejos.
La estructura del bazo está formada por una cápsula fibrosa externa que le da forma y dos tipos de tejido en el interior del órgano: pulpa roja y pulpa blanca.

### Pulpa blanca

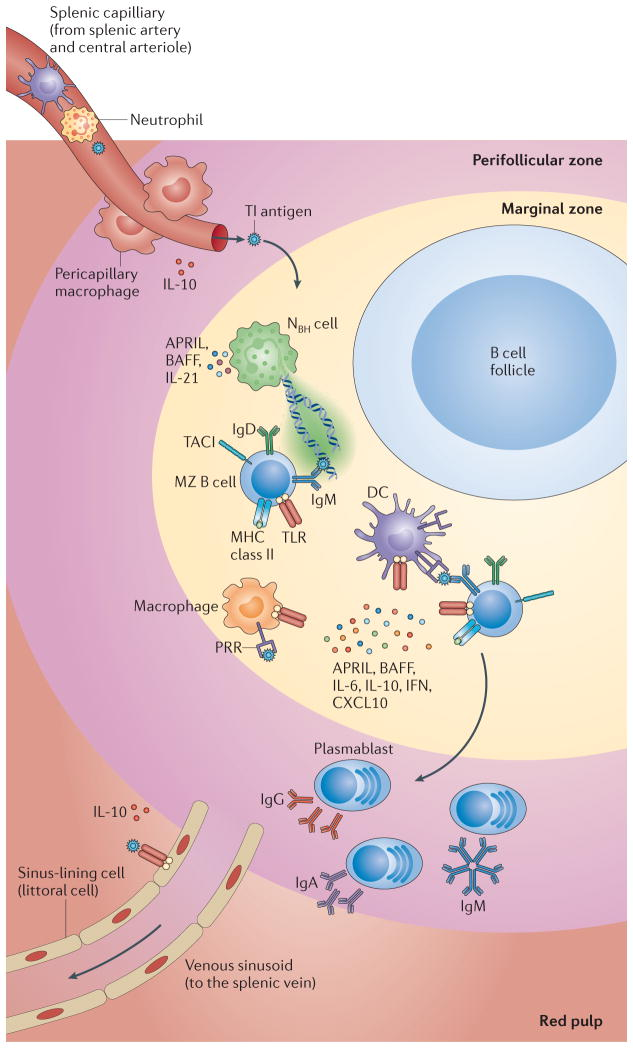
Folículo (en azul), Zona Marginal (en amarillo). Zona Perifolicular (en rosa). Pulpa Roja (en rojo) con sinusoides venosos. Se muestran las células inmunes en cada zona. Bazo humano.

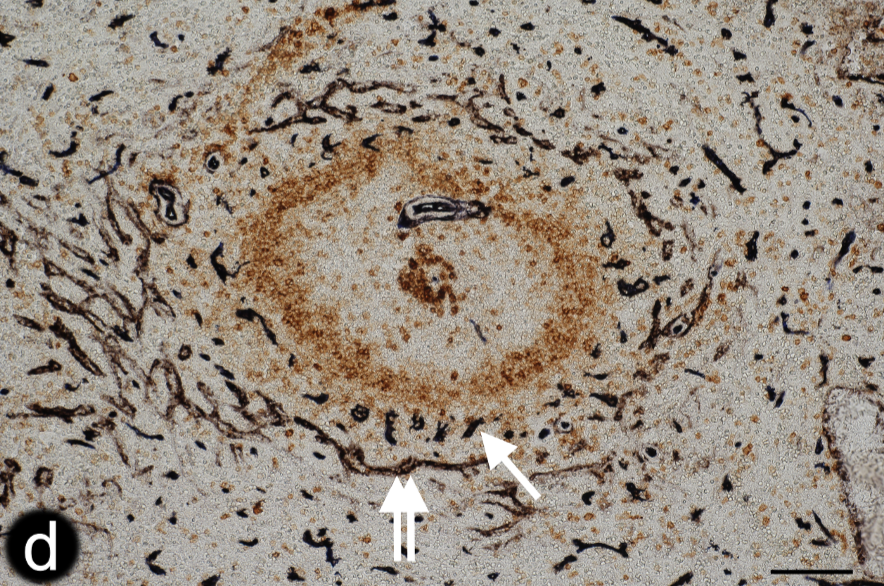
Pulpa Blanca: en el centro un folículo, a su alrededor capilares perifoliculares (flechas).

La pulpa blanca forma parte del sistema inmunológico, actúa como protección frente a microorganismos extraños que intentan invadir el organismo.

La pulpa blanca consta de células linfoides, principalmente linfocitos T y linfocitos B que rodean una arteriola central.
Los linfocitos T y B, migran en compartimentos especiales ubicados cerca de las ramas de las llamadas arteriolas centrales. La pulpa blanca consta de vainas linfoides periarteriales (PALS en inglés) ocupadas predominantemente por linfocitos T y de folículos hemisféricos unidos a las vainas donde predominan los linfocitos B.

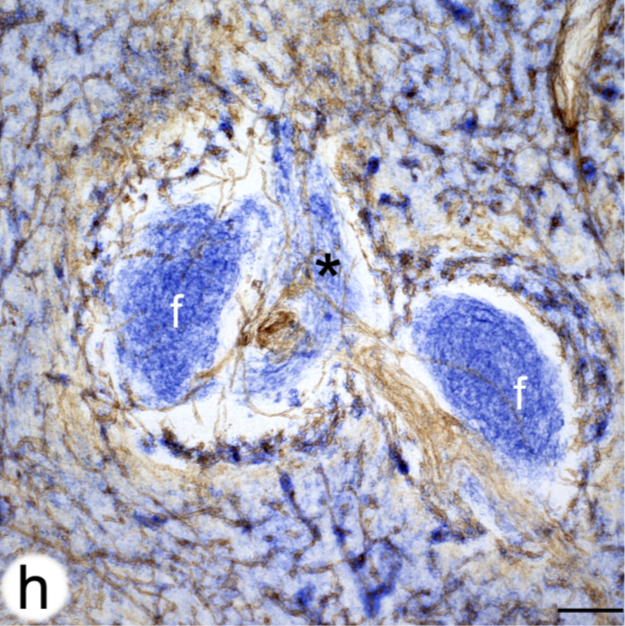
Folículos o nódulos linfoides (f) en azul. PALS con una arteriola central (asterisco). Capilares y sinusoides en marrón.

#### Zona linfoide
La zona linfoide periarterial (PALS en inglés) contiene abundantes linfocitos T. 

#### Nódulos linfoides
En los nódulos o folículos linfoides hemisféricos, es donde se localizan principalmente los linfocitos B llamados células B foliculares (Fo B en inglés). Constituyen aproximadamente el 20% del total del órgano.

### Pulpa roja

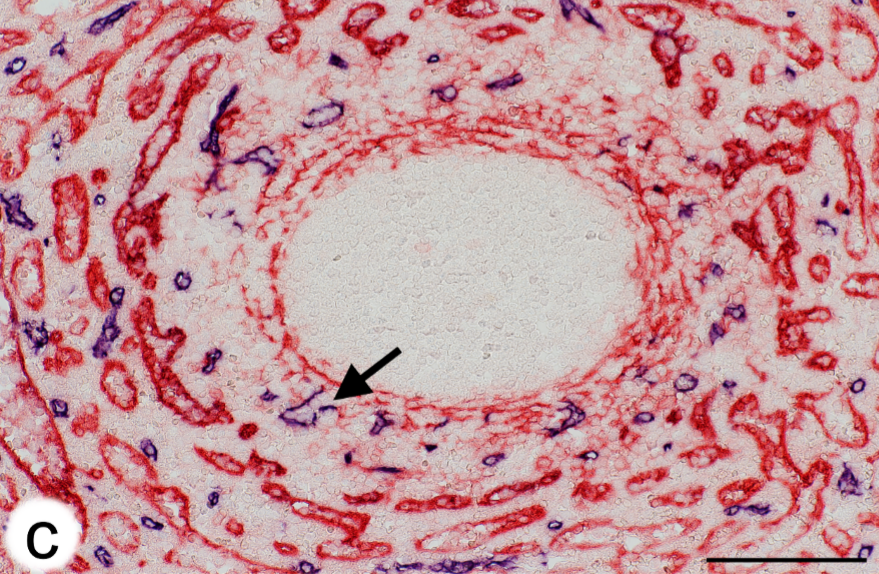
Pulpa Roja esplénica con senos sanguíneos en rojo. En el centro un folículo no vascularizado (en blanco).

La pulpa roja está formada básicamente por senos venosos y por cordones celulares. 
La pulpa roja contiene dos tipos de microvasos, capilares y senos/sinusoides. Los capilares sanguíneos forman el extremo del árbol arterial y los senos el comienzo de la parte venosa de la circulación esplénica. Ambos tipos de microvasos en humanos no están conectados entre sí.

Los capilares tienen extremos abiertos que llevan la sangre a cordones de tejido conectivo reticular. El plasma sanguíneo y las células sanguíneas ingresan a los senos venosos desde el exterior a través de aberturas en sus paredes. El bazo muestra una circulación abierta, donde la sangre circula en espacios que no están recubiertos por células endoteliales, sino por fibroblastos.
La pulpa roja tiene la función de eliminar materiales de desecho que se encuentran en la sangre, por ejemplo glóbulos rojos defectuosos, para ello cuenta con células especiales llamadas macrófagos que fagocitan estos materiales.

## Función
El bazo desempeña diversas funciones:

### Funciones inmunitarias
- Inmunidad humoral y celular: hace setenta años se notificó una mayor predisposición a una infección de gravedad tras haberse realizado la extirpación del bazo, pero no sería hasta el año 1952 cuando se comenzaron a obtener pruebas concluyentes. Actualmente se sabe que el bazo desempeña un papel muy importante en la inmunidad, tanto humoral como celular. Los antígenos son filtrados desde la sangre circulante y se transportan a los centros germinales del órgano, donde se sintetiza inmunoglobulina M. Además, el bazo es fundamental para la producción de opsoninas, tufsina y properdina, que cobran importancia en la fagocitosis de las bacterias con cápsula.[7]

### Funciones hemáticas
- Hematopoyesis: durante la gestación, el bazo se caracteriza por ser un importante productor de eritrocitos (glóbulos rojos) en el feto. Sin embargo, en los adultos esta función desaparece reactivándose únicamente en los trastornos mieloproliferativos que merman la capacidad de la médula ósea para producir una cantidad suficiente.[7]
- Destrucción de los glóbulos rojos (Hemocateresis esplénica): en el bazo se produce la eliminación de los glóbulos rojos viejos, anómalos o que se encuentran en mal estado. Cuando por diferentes motivos, el bazo se extirpa, los eritrocitos anormales que en presencia del órgano habrían sido destruidos, aparecen presentes en la sangre periférica; encontrándose entre ellos, dianocitos y otros elementos con inclusiones intracelulares; esta función es retomada por el hígado y médula ósea. A pesar de que la función del bazo en el ser humano no consiste en el almacenamiento de eritrocitos, es un lugar clave para el depósito de hierro y contiene en su interior una parte considerable de las plaquetas y macrófagos disponibles para pasar al torrente sanguíneo en el momento que sea necesario.[7]

## En otros vertebrados
Los únicos vertebrados que carecen de bazo son las lampreas y los mixinos. Incluso en estos animales, hay una capa difusa del tejido hematopoyético dentro de la pared del intestino, que tiene una estructura similar a la pulpa roja y se presume que es homóloga con el bazo de los vertebrados superiores. 
En los peces cartilaginosos y con aletas radiadas se compone principalmente de pulpa roja y normalmente es un órgano de forma alargado. En muchos anfibios, especialmente ranas, adopta una forma más redondeada y con frecuencia hay una mayor cantidad de pulpa blanca.
En reptiles, aves y mamíferos, la pulpa blanca es siempre relativamente abundante, y en los dos últimos grupos, el bazo es típicamente redondeado, aunque ajusta su forma algo a la disposición de los órganos circundantes. En la gran mayoría de los vertebrados, el bazo continúa produciendo glóbulos rojos a lo largo de la vida; sin embargo en los mamíferos esta función se pierde en los adultos. Muchos mamíferos tienen estructuras conocidas como ganglios hemáticos en todo el cuerpo que se presume tienen la misma función que el bazo. Los bazos de los mamíferos acuáticos difieren en algunos aspectos de los del resto de mamíferos y adoptan un color azulado en lugar de rojizo.

## Enfermedades del bazo
Enfermedades como: infecciones, enfermedad hepática y algunos tipos de cáncer como    linfomas y leucemias, se presentan en el bazo. El traumatismo esplénico contuso ocurre por un impacto significativo sobre el bazo desde una fuente externa que puede dañar o rompe el órgano. El tratamiento varía dependiendo de la gravedad, en ocasiones es preciso realizar una  esplenectomía.

### Esplenomegalia
En medicina, el término esplenomegalia se utiliza para describir un aumento anómalo del tamaño del bazo que supera sus dimensiones normales. 
En condiciones normales, el bazo no es palpable en adultos. En determinadas enfermedades, el bazo aumenta de tamaño (esplenomegalia), lo cual permite su palpación. La exploración médica del bazo se divide clásicamente en dos fases, palpación y percusión.

La esplenomegalia no es una enfermedad en sí misma, sino un síntoma que puede deberse a numerosas causas. Algunas de las más frecuentes son las siguientes:
- Hipertensión portal por alguna enfermedad del hígado, por ejemplo cirrosis hepática.
- Procesos cancerosos como linfomas y leucemias.
- Enfermedades infecciosas como la mononucleosis infecciosa, el paludismo y el kala-azar.
- Enfermedades por depósito, entre ellas la enfermedad de Gaucher y de Neimann-Pick.
- Anormalidades en los glóbulos rojos que causan atrapamiento de estas células sanguíneas en la pulpa roja del bazo, lo que provoca que este aumente de tamaño. Este mecanismo ocurre en la talasemia, la anemia de células falciformes y la anemia hemolítica autoinmune.

### Torsión esplénica
El bazo puede torsionarse por múltiples causas. Una de ellas es la ausencia de elementos de fijación (ligamentos), lo que suele conllevar la migración del bazo a distintas localizaciones dentro de la cavidad abdominal, incrementando el riesgo de torsión. También se han documentado torsiones esplénicas en bazos situados en su posición normal (ortotópicos) pero sin elementos de fijación

### Esplenectomía
Esplenectomía es un término médico usado para referirse a la extirpación quirúrgica total o parcial del bazo cuando este se encuentra dañado por diversos motivos. Puede realizarse por medio de dos técnicas quirúrgicas diferentes: extirpación abierta o extirpación laparoscópica. Aunque el bazo no es un órgano vital, es decir una persona a la que se le ha extirpado puede seguir viviendo sin problemas aparentes, se ha observado que aquellos individuos que han sufrido una esplenectomía presentan infecciones graves por bacterias encapsuladas con una frecuencia entre 15 y 20 veces superior a la población general. Los agentes infecciosos más frecuentemente implicados son: Streptococcus pneumoniae, Haemophilus influenzae, Neisseria meningitidis, Salmonella sp., Staphylococcus aureus y Escherichia coli. Estas bacterias pueden causar meningitis, sepsis y neumonía.